# Крёлли (кантон)
Крёлли (фр. Creully) — упраздненный кантон во Франции, находился в регионе Нижняя Нормандия. Департамент кантона — Кальвадос. Входил в состав округа Кан. Население кантона на 2006 год составляло 19 635 человек.
Код INSEE кантона 1413. Всего в кантон Крёлли входило 25 коммун, из них главной коммуной являлась Крёлли.

## Коммуны кантона
- Амбли — население 267 чел.
- Ангерни — население 820 чел.
- Анизи — население 652 чел.
- Бали (Кальвадос) — население 878 чел.
- Бени-сюр-Мер — население 329 чел.
- Керон — население 1574 чел.
- Камб-ан-Плен — население 1522 чел.
- Коломби-сюр-Тан — население 426 чел.
- Кулон (Кальвадос) — население 286 чел.
- Курсёль-сюр-Мер — население 4106 чел.
- Крёлли — население 1512 чел.
- Кюлли — население 173 чел.
- Фонтен-Энри — население 485 чел.
- Лантёй — население 648 чел.
- Лассон — население 545 чел.
- Ле-Френ-Камийи — население 815 чел.
- Мартраньи — население 332 чел.
- Ревье — население 548 чел.
- Розель — население 510 чел.
- Рюквиль — население 129 чел.
- Сен-Габриэль-Бреси — население 298 чел.
- Секвиль-ан-Бессен — население 355 чел.
- Тан (Кальвадос) — население 1455 чел.
- Во-сюр-Сёль — население 309 чел.
- Виллон-ле-Бюиссон — население 661 чел.